# Antitau
Antitau AO 1990 é uma partícula subatômica, ele é a antipartícula do tau, e portanto é muito semelhante a este, tendo a mesma massa, além de ter em módulo a mesma carga elétrica e spin do tau, no entanto, com o sinais contrários.
Com relação a sua carga elétrica ele é muito parecido com o pósitron, 
Seu tempo de vida é de cerca 2,9 × 10-13 s.

## Decaimento
O Antitau decai em outras partículas subatômicas assim como o tau. Enquanto o Tau decai em neutrinos e em um elétron ou múon, já o antitau também decai para neutrinos e as respectivas antipartículas dos últimos mencionados: um pósitron ou um antimúon.